# (1691) Oort
(1691) Oort ist ein Asteroid des Hauptgürtels, der am 9. September 1956 vom deutschen Astronomen Karl Wilhelm Reinmuth in Heidelberg entdeckt wurde.
Der Asteroid trägt den Namen des niederländischen Astronomen Jan Hendrik Oort.